# Udamopyga setigena
Udamopyga setigena är en tvåvingeart som först beskrevs av Günther Enderlein 1928.  Udamopyga setigena ingår i släktet Udamopyga och familjen köttflugor.
Artens utbredningsområde är Paraguay. Inga underarter finns listade i Catalogue of Life.